# 陳海山 (1950年)
陳海山（1950年11月10日—），台灣澎湖縣建築商、政治人物。

## 生平
民國70年（1981年）踏入政壇，當選馬公市第1、2屆市民代表，澎湖縣議會第12至19屆議員，2022年再度當選第20屆澎湖縣議員，外號「大砲議員」。

## 政見

### 開路
2015年，陳海山主張增設「開闢連通新村路－隆貴公園－海埔路車行道路案」，此條道路長度僅120公尺，須剷除隆貴公園以及貫穿澎湖發電廠廠房綠地，而且距離300公尺內便有平行四線道的北辰街，必要性不高，工程案又高達新台幣2,582萬，引發爭議，當地居民曾提案「澎湖發電廠」編入「澎湖縣歷史建築」，經2018年澎湖縣文化資產委員審議，乙案未通過，該路段遂於2019年2月15日動工，2020年11月20日舉辦通車典禮，陳海山出席典禮時，感嘆十年開路一朝有成，一切不易。

### 動物園
2019年12月，陳海山鑒於當代小孩多沉迷手機電玩，「低頭族」年齡層越來越小，提出在「菊苑休閒園區」建置動物園的政見，認為能成為親子共同遊憩、親近大自然的好去處，動物方面和木柵動物園合作即可。2021年12月，「童樂園」在時任縣長賴峰偉和推手陳海山剪綵之下在澎湖休憩園區成立，開放藍孔雀園、梅花鹿園、黑山羊園供民眾參觀。
不過在開放之前，卻傳出童樂園眷養動物逃脫的消息，原本打算陳列的兩隻孔雀緊僅回一隻，而三頭梅花鹿也早已逃脫，其中一頭梅花鹿不幸遭流浪犬圍攻而死。